# Dekanat Suchożebry
Dekanat Suchożebry – jeden z 25 dekanatów w rzymskokatolickiej diecezji siedleckiej.

## Parafie
W skład dekanatu wchodzi 10 parafii.
- parafia św. Apostołów Szymona i Judy Tadeusza – Czołomyje
- parafia Narodzenia NMP – Hołubla
- parafia św. Antoniego – Kotuń
- parafia MB Częstochowskiej – Krynica
- parafia św. Mikołaja – Krześlin
- parafia św. Jadwigi – Mokobody
- parafia Wniebowzięcia NMP – Niwiski
- parafia św. Bartłomieja Apostoła – Paprotnia
- parafia MB Nieustającej Pomocy – Stare Opole
- parafia św. Marii Magdaleny – Suchożebry

Według danych zgromadzonych przez Kurię Diecezji Siedleckiej dekanat liczy 20042 wiernych.

## Sąsiednie dekanaty
Domanice, Drohiczyn (diec. drohiczyńska), Grębków, Łosice, Siedlce, Sokołów Podlaski (diec. drohiczyńska), Zbuczyn